# دیوان دادگستری اتحادیه اروپا
دیوان دادگستری اتحادیه اروپا نهادی است که همهٔ مسائل مربوط به دادگستری در این اتحادیه را شامل می‌شود.
این دیوان که در لوکزامبورگ واقع شده شامل دو دیوان دیگر است: دیوان دادگستری اروپا و دادگاه عمومی.
این دیوان عالی‌ترین مقام دادگستری در اتحادیه اروپا است و در همکاری با نظام‌های دادگستری کشورهای عضو بر اجرای برابر و تفسیر قوانین اتحادیه نظارت دارد. همچنین این دیوان در مورد اختلافات بین دولت‌ها و سازمان‌های اتحادیه اروپا قضاوت می‌کند و ممکن است با دادخواست اشخاص حقیقی، شرکت‌ها یا سازمان‌هایی که حقوقشان نقض شده، تصمیماتی علیه سازمان‌های اتحادیه اروپا بگیرد.